# Кузій Марта Андріївна
Марта Андріївна Кузій (англ. Marta Kuziy) (09.05.1985, Львів — українська піаністка, публіцистка, музикознавиця, культурно-громадська діячка. Живе у Львові, доцентка кафедри культурології УКУ. 
Популяризаторка класичної музики, авторка досліджень на тему емоційного музичного інтелекту, веде активну просвітницьку культурну діяльність. Лауреат міжнародних фортепіанних конкурсів. Амбасадорка української музики за кордоном.

### Життєпис
Народилася у Львові, батько Андрій Кузій - доцент кафедри ІКТА Національного університету “Львівська Політехніка”, мати Оксана - українська філологиня, вчителька (померла у 2003 р.). Отримала класичну музичну освіту в Львівському державному музичному ліцеї ім. С. Крушельницької та Львівській національній музичній академії імені Миколи Лисенка. З 2009 по 2019 рр. жила та працювала за спеціальністю в Польщі. Проходила стажування в класі проф.Анджея Ясінського, стипендійна програма MKiDN “Gaude Polonia” в Музичній академії ім. Кароля Шимановського (Польща). В 2021 захистила докторську дисертації в галузі музичного мистецтва під керівництвом професора Збіґнєва Раубо, тема: “Пауль Пабст - фортепіанні транскрипції опер та балетів. Вплив сучасників на його творчість, а також аналіз виконавських труднощів”. 
Лауреат міжнародних та національних фортепіанних конкурсів та фестивалів в Польщі, Франції, Італії, Словаччині, Швейцарії. У січні 2010 року отримала головну нагороду «Золотий Парнас» на V міжнародному фортепіанному форумі «Bieszczady bez granic» у Сяноку (Польща). Окрім цього проводить інтенсивну концертну діяльність, як в сольному і ансамблевому виконавстві, так і у супроводі симфонічного оркестру гастролювала в Україні, в Польщі, Словаччині, Австрії, Німеччині, Великій Британії, Італії, Швейцарії.  
2014 року на студії звукозапису “Живий звук” записала диск із виконанням творів "Pieces de clavecin" Жана-Філіпа Рамо. 
2023 відбувся запис інтерв'ю та годинного речиталю для варшавського Radio Chopin
З 2020 по 2023 працювала на посаді старшого наукового співробітника та арт-менеджера Меморіального музею Станіслава Людкевича, була ініціаторкою кампанії видання повного зібрання творів Станіслава Людкевича до його 150-річчя та координаторкою видання першого тому симфонічних творів за сприяння УКФ. В 2021-2022 рр. виконувала обов'язки виконавчого директора концертного сезону оркестру Львівської національної філармонії ім. М. Скорика. Від 2021р. доцентка кафедри культурології гуманітарного факультету Українського католицького університету.
Після повернення в Україну 2019 р., основним фокусом стала промоція класичного музичного мистецтва в Україні та просвітницька робота в галузі культурної свідомості населення. Різноформатний підхід з метою кращого розуміння музики виражався у написанні статей, створенні подкастів, веденні блогу, конферансу концертів, читанні лекцій. Онлайн-курс, створений в співпраці з платформою Art for Life “Емоційний музичний інтелект: як слухати класичну музику” згодом доповнився і став академічним, в даний час викладається студентам кафедри культурології Українського Католицького Університету. Імплементація цієї дисципліни також застосовується в реформування музичної освіти в загальноосвітніх школах України: Марта Кузій засновниця та керівниця сертифікатної програми “Емоційна рівновага учнів: програма для вчителів мистецтва” в УКУ. Авторка проекту “Музика, що зцілює” реалізованого в співпраці з психологинею доц.Анастасією Широкою на базі УКУ 2023-2024 рр. 
Також важливим напрямком зацікавлень є праця із молодими музикантами у векторі лідерства та культурної дипломатії. 2024 р. Марта Кузій отримала вищу післядипломну освіту за напрямком Культурна дипломатія на факультеті міжнародних відносин та політичних студій Ягелонського університету м. Краків (Польща).
Публікує критичні статті музикознавчого та культурологічного напрямків у виданнях Zbruc, Die Zeit, атакож наукові статті. 2020-2021 рр. була експерткою Українського Культурного Фонду в напрямку аудільного мистецтва. Разом з диригенткю Іриною Вакуліною є співзасновницею Львівського дитячого оркестру.
Випускниця програми Відповідальне лідерство Інституту Аспен в Києві (2023), програми “Школа міністрів” КШДУ ім.С.Нижного (2023) та Української школи політичних студій (2024).
В грудні 2024р. отримала відзнаку кавалер ордену "За добру справу" капітули незадежного культурологічного часопису "Ї".

###### Статті
- Марта Кузій - "Перехід в режим standby" - Zbruc.eu, 2019
- Марта Кузій - «¿сАЛОН?» vs «Осінній салон» - Zbruc.eu, 2019
- Марта Кузій - "Різдвяний дух музики" - Zbruc.eu, 2020
- Марта Кузій - До Моцарта на уродини - Zbruc.eu, 2020
- Марта Кузій - Відкороновування музикою - Zbruc.eu, 2020
- Марта Кузій - Вловима мить - Zbruc.eu, 2020
- Марта Кузій - Гостре миттєве відчуття насолоди - Zbruc.eu, 2020
- Марта Кузій - Ви є сіль землі - Zbruc.eu, 2020
- Марта Кузій - Шопен без інстаграму - Zbruc.eu, 2020
- Марта Кузій - Невідомий відомий Людкевич - Zbruc.eu, 2020
- Марта Кузій - Коляда в Остапа - Zbruc.eu, 2021
- Марта Кузій - Скрайня втома - Zbruc.eu, 2021
- Марта Кузій - Залізна завіса навспак - Zbruc.eu, 2021
- Марта Кузій - Дама з собачков - Zbruc.eu, 2021
- Марта Кузій - Бренд «Українське мистецтво» - Zbruc.eu, 2022
- Марта Кузій - "Zehn Minuten vor dem Konzert verstummten die Sirenen" - Die Zeit.de,, 2022
- Марта Кузій - Моя музична війна - Zbruc.eu, 2022
- Марта Кузій - (не)зручне громадянство - Zbruc.eu, 2022
- Марта Кузій - "Im Halbdunkel werden wir erst wirklich kreativ" - Die Zeit.de, 2022
- Марта Кузій - Гра в творчість - Zbruc.eu, 2023
- Марта Кузій - Століття бабака - Zbruc.eu, 2023
- Марта Кузій - Репутація і її плями - Zbruc.eu, 2024
- Марта Кузій - Наївні амбасадори - Zbruc.eu, 2024

1. ↑  Марта Кузій. culture.ucu.edu.ua (укр.). Процитовано 29 грудня 2024.
2. ↑  Polskie Radio Chopin (19 серпня 2023), Marta Kuziy – wywiad cz. 1, процитовано 29 грудня 2024
3. ↑  Polskie Radio Chopin (20 серпня 2023), Marta Kuziy – wywiad cz. 2, процитовано 29 грудня 2024
4. ↑  Shyroka, Anastasiia; Kuziy, Marta; Semkiv, Iryna (13 жовтня 2023). Erholung durch Musik. Eine Initiative der Philharmonie während des Kriegs in der Ukraine / Recovery through music. An initiative of the Philharmonia during the war in Ukraine. Musiktherapeutische Umschau (нім.). Т. 44, № 3. с. 257—268. doi:10.13109/muum.2023.44.3.257. ISSN 0172-5505. Процитовано 29 грудня 2024.
5. ↑  Shyroka, Anastasiia; Kuziy, Marta; Semkiv, Iryna (13 жовтня 2023). Recovery through music. An initiative in the Lviv National Philharmonic during the war in Ukraine. Musiktherapeutische Umschau (нім.). Т. 44, № 3. с. 257—268. doi:10.13109/muum.2023.44.3.257a. ISSN 0172-5505. Процитовано 29 грудня 2024.
6. ↑  kultura.rayon.in.ua https://kultura.rayon.in.ua/news/770226-ogolosili-kavaleriv-ordena-za-intelektualnu-vidvagu-ta-vidznaki-za-dobru-spravu/amp. Процитовано 29 грудня 2024. {{cite web}}: Пропущений або порожній |title= (довідка)